# Comostolopsis fuscipuncta
Comostolopsis fuscipuncta là một loài bướm đêm trong họ Geometridae.